# Studen
Studen (toponimo tedesco) è un comune svizzero di 3 278 abitanti del Canton Berna, nella regione del Seeland (circondario del Seeland).

## Monumenti e luoghi d'interesse

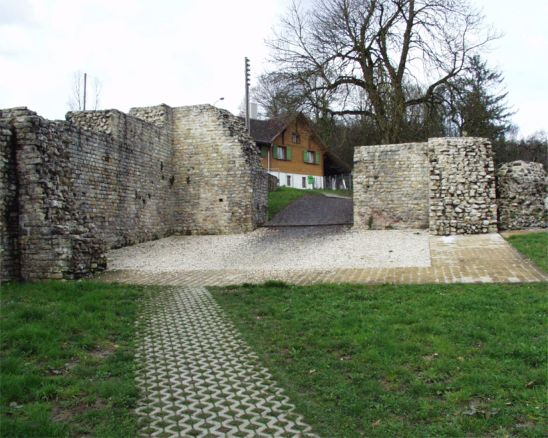
L'area archeologica di Petinesca

- Area archeologica romana di Petinesca[1][2].

## Società

### Evoluzione demografica
L'evoluzione demografica è riportata nella seguente tabella:
Abitanti censiti

## Infrastrutture e trasporti

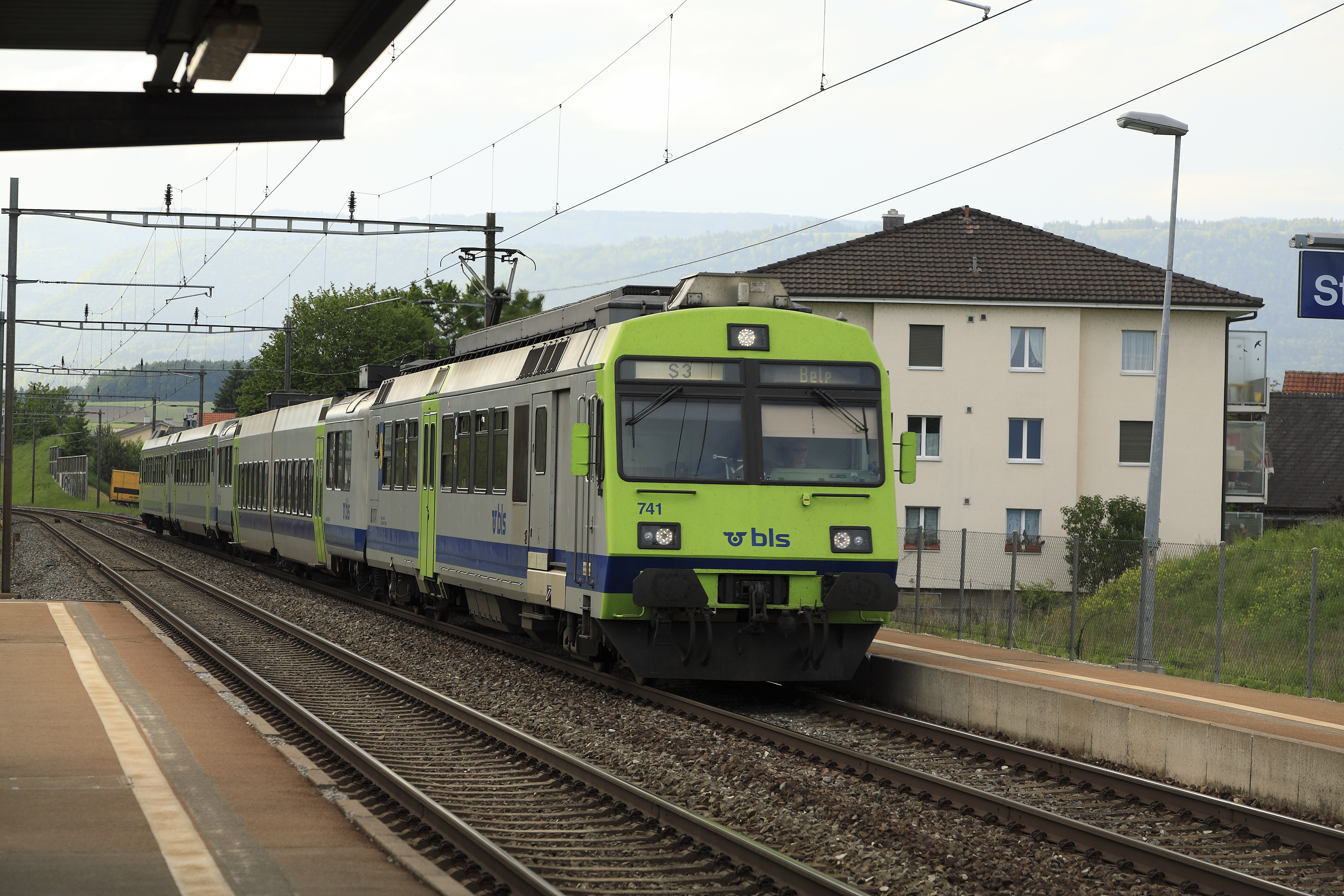
La stazione di Studen

Studen è servito dall'omonima stazione sulla ferrovia Bienne-Berna.

## Amministrazione
Ogni famiglia originaria del luogo fa parte del cosiddetto comune patriziale e ha la responsabilità della manutenzione di ogni bene comune.